# Атлет из Фано

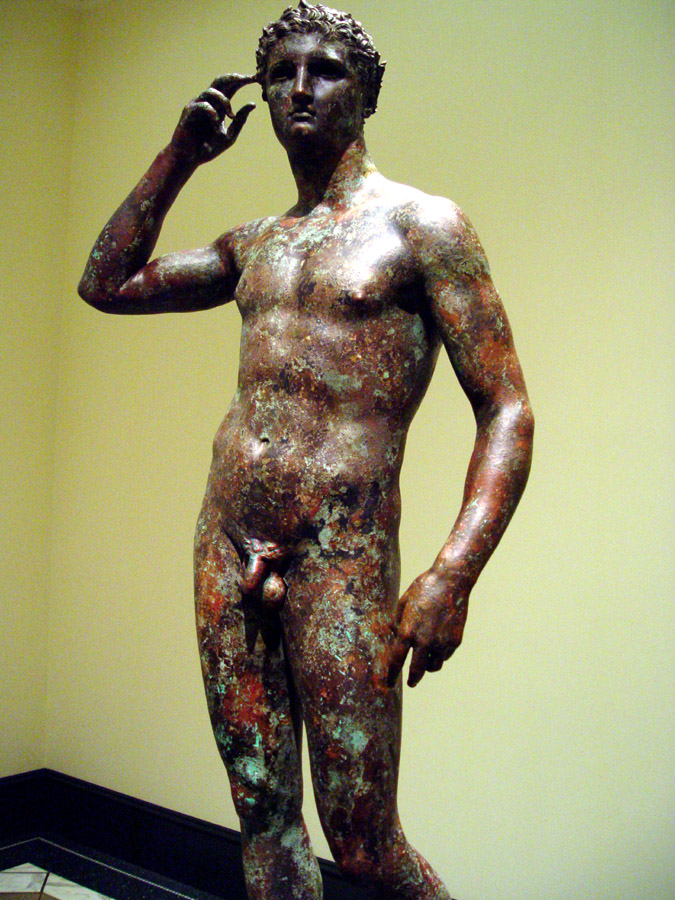
«Атлет из Фано»

Атлет из Фано — греческая бронзовая скульптура эпохи эллинизма, извлечённая из Адриатического моря вблизи города Фано в 1964 году. В 1977 году статую приобрёл музей Гетти в Калифорнии. Правомочность вывоза статуи за пределы Италии до сих пор оспаривается итальянским правительством.
Лицо юноши не идеализировано, правой рукой он касается оливкового венка на голове, что говорит в пользу того, что моделью служил реальный победитель Олимпийских либо Дельфийских игр. Среди возможных авторов называют самого Лисиппа. Ноги ниже щиколоток и пьедестал не сохранились, равно как и вставки из кости в глазницы. Соски атлета детализированы при помощи меди.